# Неполомицкая пуща

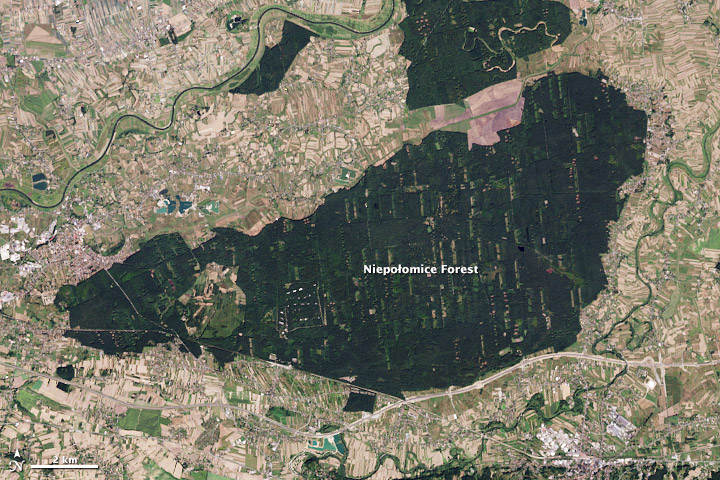
С 1200-х годов является лесом особого назначения и охраняемой территорией в Польше. На этом снимке из космоса разная окраска может указывать на разные функции.

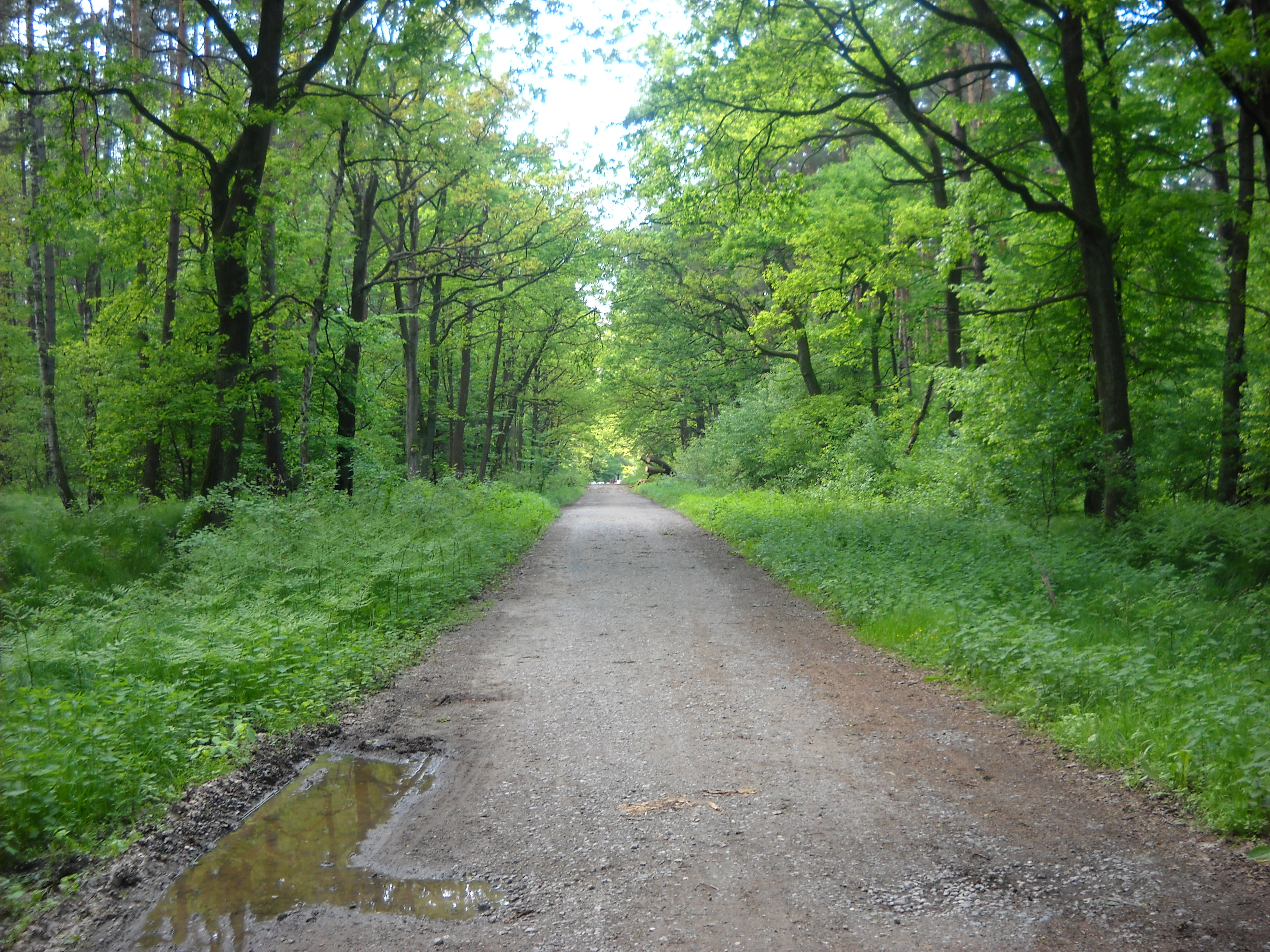
Тропинка в Неполомицком лесу (май 2010 г.)

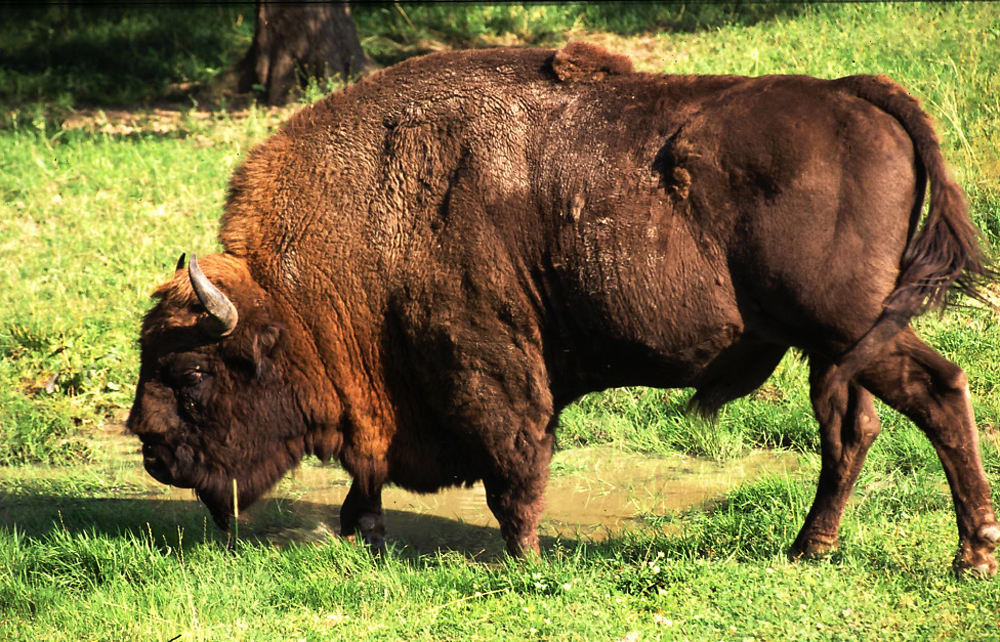
Польский зубр (żubr)

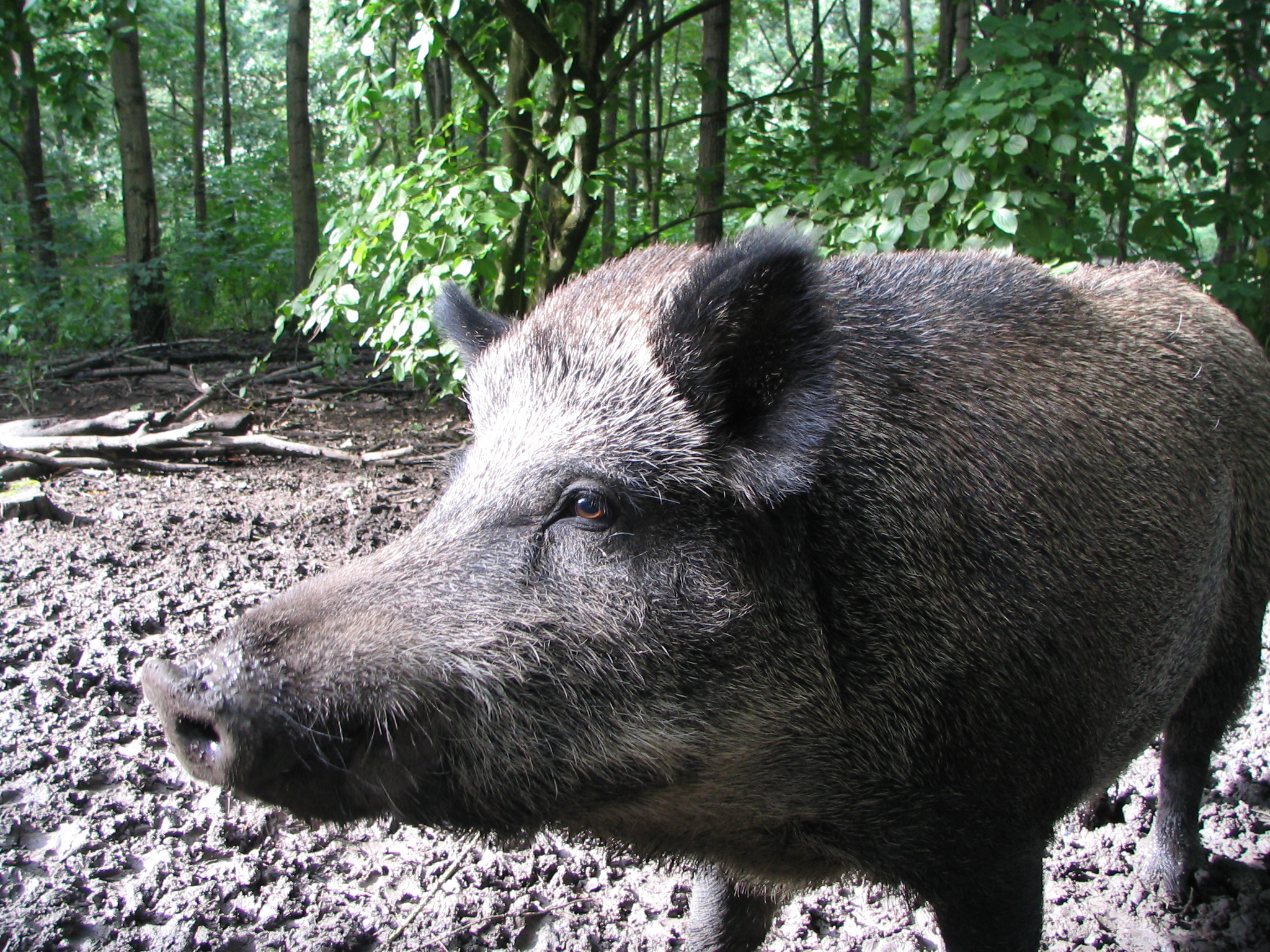
Кабан (dzik)

Неполомицкая пуща (пол. Puszcza Niepołomicka) — крупный лесной комплекс в западной части Сандомирской низменности, около 20 км к востоку от Кракова (в центре). Состоит из нескольких охраняемых территорий, которые в совокупности составляют единый девственный лес. Неполомицкие леса занимают территорию между рекой Вислой и Рабой. Охватывает около 110 км2. Расположен между городами Неполомице, Бачкув, Кшижановице и Миклушовице.
Название Неполомице происходит от древнепольского слова niepołomny, что означало «непроходимый», «невозможно разрушить или завоевать».

## Описание
Лес состоит из шести заповедников общей площадью 94,43 га . Самый большой заповедник под названием Гибиэль (29,79 га) охватывает территорию с самой разнообразной флорой и фауной, включающей 175 видов птиц, а также зубров, оленей, кабанов, волков, рысей и диких кошек.  В следующем заповеднике Липувка (25,73 га) находятся очень древние (около 200-лет) памятники природы, состоящие из старинных лип, дубов и грабов. Немного меньший заповедник Длугоша Крулевского площадью 24,14 га (расположенный недалеко от деревни Станиславице) охраняет вид редкого цветущего папоротника под названием Osmunda regalis ( пол. Długosz Królewski   ). Заповедник под названием Дембина (12,66 га) создан для сохранения множества вековых дубов. Заповедник Коло площадью 3,49 га также состоит из вековых лип и грабов. Вислиско Кобыле – заповедник площадью 6,67 га посвящен разнообразным водным растениям. В самом сердце Неполомицкой пущи находится наиболее важная, охраняемая территория, населенная польским зубром (Żubr ), самым тяжелым из выживших наземных животных в Европе. 

## История
Из-за своей непосредственной близости к Кракову, тогдашней столице Польши, Неполомицкий лес был самым популярным охотничьим угодьем польской королевской семьи, начиная с 13 века. В его окрестностях король Казимир III Великий построил Королевский охотничий замок, позже перестроенный Сигизмундом I Старым и оборудованный садами королевы Боны Сфорца .  Первое официальное упоминание о Неполомицком лесу восходит к документам, составленным в 1242 году, в котором он упоминается как «Клай». В 1393 году лес определяется как Неполомицкий лес (Las Niepołomicki), а в 1441 году – впервые о нем написано под его нынешним названием. На протяжении всей своей истории лес принадлежал государству – польским королям между 13 и 18 веками и до военных разделов Польши, а после освобождения – суверенному польскому государству. 

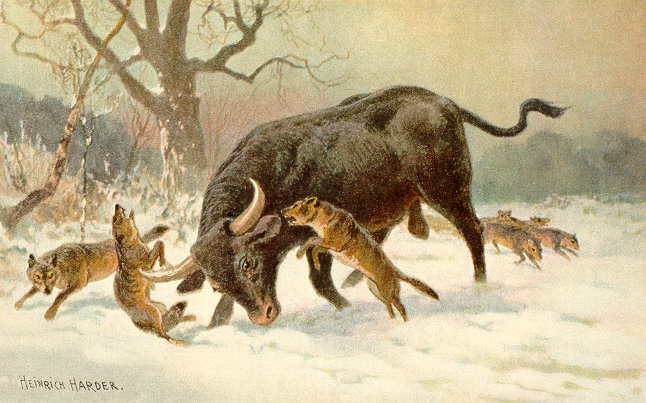
Зубр, атакованный волками, картина Х. Хардера

Ранняя дорога, ведущая через весь лес, называлась Королевской дорогой ( см. также: Королевская дорога Кракова, заканчивающаяся у Вавельского замка в центре города). По ней в своё время передвигались выдающиеся польские короли, охотившиеся на медведя, тура (вымершего с 1627 года), зубра и другую крупную дичь. Лес был также и источником основного строительного материала. За ним активно ухаживали лесники и мастера королевской охоты. 
После военных разделов Польши, с 1795 года, Австро-Венгерская империя (контролировавшая провинцию более века) уничтожила большую часть старовозрастных лесов и засадила эту территорию быстрорастущими соснами, предназначенными для торговли. Еще более полное уничтожение того, что осталось от Неполомицкой пущи, произошло во время немецкой оккупации Польши между 1939 и 1945 годами. Деревья были вырублены без разбора и отправлены на военные базы и фронты по всей Европе. В этом лесу нацисты совершали и военные преступления: множество поляков и евреев из соседних городов Бохня и Неполомице были убиты в глубинах пущи. В лесу есть многочисленные братские могилы, в том числе польских солдат 156-го пехотного полка Краковской армии, погибших 9 сентября 1939 года, а также местных партизан, убитых вплоть до окончания Второй мировой войны . Среди 40 заложников, казненных там 11 декабря 1942 года, был сам президент Кракова доктор Станислав Климецкий .  
В настоящее время лес содержится в соответствии с современными методами лесоводства. Но найти в нём очень старинные деревья теперь редкость. Программа реконструкции началась в послевоенной Польше примерно с середине 20 века, включая восстановление местных растений на всей протяженности пущи. 

## Туризм
Через лес проходят несколько пешеходных троп, в том числе 7-ми км велосипедная дорожка и недавно открытая 4-х км научная тропа с информационными плакатами о местной флоре и фауне . Среди дорог, ведущих через глубь леса, есть 14-ти км путь Неполомице – Пошина (зеленая), называемый Королевской дорогой, и две дороги по 12 км, Гродковице – Блото – Ситовец и тропа Подленже – Пшиборув – Ситовец (синяя), ведущая к братским могилам поляков и евреев времен Второй мировой войны. Так же есть 8-ми км Станиславицкая (красная) тропа, ведущая к  заповеднику зубров; однако сам он сейчас недоступен для посетителей.  Все тропы спроектированы и обслуживаются Лесной инспекцией Неполомицы. 